# Bitva o Cao Bang (1979)
Bitva o Cao Bằng (1979) byla vybojována mezi Čínskou lidovou osvobozeneckou armádou (PLA) a Vietnamskou lidovou armádou (VPA) o město Cao Bằng a jeho okolí hned ze začátku Čínsko-vietnamské války, která začala dne 17. února a trvala až do 6. března 1979. Po dobytí Cao Bằng 25. února byly čínské síly nuceny ještě dny až týdny bojovat, aby získaly kontrolu nad ostatními oblastmi v provincii. Na rozdíl od čínského záměru bojovat proti některým hlavním pravidelným jednotkám VPA a porazit je, se PLA setkala převážně s malými jednotkami vietnamské pohraniční stráže a milicemi. Po dobytí Cao Bằng se čínské síly 3. března přesunuly do Đức Long, města na hlavní silnici 4. Hned 5. března následovalo dobytí vietnamského města Lạng Sơn, a bylo to, co analytik popsal jako „další vojenské úspěchy na 500 mil frontě“, čínské síly prohlásily, že „dosáhly cílů, které jim byly stanoveny“. V sedmnáct dní trvajícím konfliktu na hranicích se stahují čínské jednotky z Vietnamu. Analytici nacházející se ve Vietnamu zaznamenali, že některé čínské jednotky v místech, která nebyla „těžce napadena Vietnamci“, se již v posledních několika dnech začaly stahovat.
The Washington Post 6. března 1979 uvedl, že ačkoli těžký vietnamský odpor u Cao Bằng vyústil ve vietnamské porážky, někteří analytici z Bangkoku poukázali na to, že Vietnamu se podařilo udržet nízké ztráty tím, že se vyhnuli bitvám mezi hlavními jednotkami umístěnými poblíž Hanoje. Západní analytici uvedli, že vietnamské rozhodnutí zaútočit na čínské jednotky, které se stahují, by mohlo vést k odvetě a způsobit pokračování války.

## Předehra
Podle Edwarda C. O'Dowda byla čínská invaze v provincii Cao Bằng řízena prvky pěti armád v čele s 41. a 42. armádou PLA z vojenské oblasti Guangzhou a ty byly podporované 50. armádou z vojenské oblasti Chengdu, a 12. a 20. armádou z vojenské oblasti Nanjing. Počet vojáků pravděpodobně činil přes 200 000 mužů, kteří se shromáždili na odrazových můstcích kolem okresů Jingxi a Longzhou, provincie Guangxi.  Xiaoming Zhang však uvedl mnohem nižší údaje o čínské síle v této frontě a tvrdil, že 129. divize 43. armády byla jedinou další jednotkou vedle vedoucí 41. a 42. armády. Naproti tomu O'Dowd zahrnuje tuto divizi do čínského pořadí bitvy v Lạng Sơn.
Proti nim stály prvky 346. divize VPA, která byla od dubna 1978 přeměněna z hospodářské stavební jednotky na bojovou jednotku sestávající ze tří pěších a jednoho dělostřeleckého pluku. Jeho 246. pluk byl umístěn v Sóc Giang severozápadně od Cao Bằng, zatímco bratrský 677. pluk měl za úkol bránit oblast Trà Lĩnh. Zbývající pěší  851. pluk měl svou počáteční roli záložní jednotky. Palebnou podporu poskytoval 188. dělostřelecký pluk, který zaujal pozice podél oblasti mezi Lũng Lợi a Phù Ngọc. Divizi pomáhal nezávislý 31.pluk umístěný v Phục Hòa, 567 v Trùng Khánh, 576. v Trà Lĩnh a síla 15 000 polovojenských jednotek, včetně jednoho pluku veřejné bezpečnosti, pěti praporů místních sil a série 11 veřejných ochranných postavení. Obranu v samotném městečku Cao Bằng se ujal 481. pluk VPA.

## Průběh bitvy
Čínské síly zahájily ofenzivu v Cao Bằng za úsvitu 17. února. 41. armáda PLA byla pověřena úderem na Cao Bằng ze severu poté, co dobyla Trà Lĩnh, zatímco 42. armáda byla pověřena útokem na město z jihovýchodu poté, co dobyla Quảng Uyên. Další síla ze 42. (jinak 129. divize) by byla vyslána přes silnici 4, aby se spojila s přátelskými jednotkami severně od Lạng Sơn, což by umožnilo přesun jednotek mezi dvěma frontami a také zablokovalo nepřátelské posily z Thai Nguyên.
Postup 41. armády PLA byl vážně ztížen, protože cestou okamžitě narazila do kontaktu s 677. plukem VPA. Číňanům trvalo pět dní, než 22. února dobyli Trà Lĩnh, aby nepronikli více než 10–15 km jiným směrem proti Trùng Khánh. Další složky 41. také uvízly v střetech s vietnamskými silami poblíž Thông Nông. Nejtěžší boje byly u Sóc Giang, protože 122. divizi PLA trvalo pět dní, než potlačila vietnamský odpor, místo dvou dnů v původním výpočtu. 20. února byly dva čínské prapory  a jejich podpůrné jednotky zadrženy vietnamskými silami ve dvou samostatných střetech, což mělo za následek celkem 296 čínských obětí a šest poškozených tanků.
Situace byla pro 42. armádu snesitelnější, protože do 22. února dobyla Phục Hòa, Thất Khê, Quảng Uyên a Đông Khê a pronikla asi 25 km na vietnamské území od Shuikouguanu. Kvůli obtížnému terénu a častým vietnamským přepadům se však nepodařilo splnit 24 hodinový plán k dosažení cílů kolem Cao Bằng. 121. divize PLA musela pochodovat šest dní, aby dorazila do svého cíle v Khau Đồn, jihozápadně od Cao Bằng. Dříve, 20. února, byla zadržena čínská tanková jednotka ze 42. armády vedoucí postup do Bắc Sơn a ztratila řadu tanků kvůli vietnamským protitankovým střelám; vojenská síla přežila až poté, co obdržela posily od své mateřské jednotky.
Podle zpráv z vietnamské strany po prvních třech dnech bojů v provincii těžce poničili čtyři čínské prapory a zničili desítky nepřátelských tanků a vozidel.
23. února si velení PLA uvědomilo, že Cao Bằng je ve skutečnosti držen pouze malým počtem vietnamských vojáků. Místo čekání, až 41. armáda prolomí nepřátelskou obranu ze severu, generál Xu Shiyou, hlavní velitel čínské kampaně ve Vietnamu, nařídil okamžitý útok na město. Cao Bằng padl 25. února, ale boje stále intenzivně pokračovaly v jiných oblastech po celé provincii. Dne 26. února bylo zřízeno frontové velitelství VPA Cao Bằng v čele s plukovníkem Đàm Văn Ngụy. Nová 311.divize byla založena o tři dny později, aby bojovala po boku vyčerpané 346. divize, zahrnující 169., 529. a 531. pěší pluk a také 456. dělostřelecký pluk. Dne 27. února dobyly čínské síly letiště Guen Tiat jihozápadně od Thất Khê, o které poté obě strany nadále bojovaly. Téhož dne podnikly vietnamské síly protiútoky proti okupovaným městům Quảng Uyên a Trà Lĩnh, kde čínská kontrola nebyla obnovena až do 2. a 3. března. 3. března v 19:30 čínské síly dobyly Đức Long, město na dálnici 4, čímž úspěšně spojily čínské operační oblasti v Cao Bằng a Lạng Sơn. Dne 5. března čínská vláda oznámila, že dosáhla svých cílů ve své 17denní pohraniční válce a následně stažení jednotek z Vietnamu. Z Hanoje nepřišla žádná okamžitá reakce na čínské oznámení.

## Následky
Ačkoli Číňané nakonec dobyli město Cao Bằng, které držela vietnamská 346.divize, obsazení města vážně zkazilo jejich původní plán. Do 26. února Čína tvrdila, že zničila 677., 681. (pravděpodobně 481.) a 246. pluk VPA. Po dobu trvání bitvy byly jednotky PLA téměř deset dní svázány jedinou vietnamskou divizí. Čínské síly také nedokázaly vyhledat a zapojit většinu vietnamských pravidelných jednotek. Například čínským jednotkám zabralo celý den hledání vojáků VPA v oblasti Ke Map Nua, 3 km severně od Cao Bằng, bez jakýchkoliv výsledků. S výjimkou Sóc Giang, většina střetů byla vedena proti vietnamským milicím a občanským vojákům, kteří způsobili těžké ztráty čínským jednotkám a odrazili jejich invazi. Vietnamská konečná ztráta Cao Bang a Lạng Sơn však vystavila místní ekonomiku zkáze. Ustupující čínské síly přijaly politiku spálené země a ničily infrastrukturu, průmyslová zařízení a populační centra. Obnova těchto ekonomických center byla pomalá, protože čínská psychologická válka udržovala Vietnam na válečném základě, zatímco Čína se zavázala k čínské ekonomické reformě.
Čínská armáda vedla energickou protipovstaleckou kampaň, aby pokryla svůj ústup. V jeho průběhu byli Číňané vietnamskými úřady obviněni z různých válečných zločinů, jako byl masakr ve vesnici Tổng Chúp v okrese Hòa dne 9. března, při kterém vojáci 42. armády PLA údajně popravili 43 civilistů sekerami. Obvinění zůstávají do značné míry neověřitelná a pro mezinárodní společenství neznámá, protože žádní západní korespondenti neměli přístup do oblasti čínsko-vietnamské hranice, když probíhaly boje. Vietnamci však incident zaznamenali fotografiemi a rozhovory. Tisková agentura Nová Čína popřela jakoukoli čínskou účast na takových zvěrstvech.